# Kazanka (rzeka)
Kazanka (ros. Казанка) – rzeka o długości 142 km w europejskiej części Rosji, w Tatarstanie, lewy dopływ Wołgi. Po wybudowaniu Zbiornika Kujbyszewskiego dolna część koryta Kazanki została zalana przez wody tego zbiornika.